# Agôgittou
Agôgittou är ett berg i Djibouti.   Det ligger i regionen Tadjourah, i den centrala delen av landet, 50 km nordväst om huvudstaden Djibouti. Toppen på Agôgittou är 1 382 meter över havet.
Terrängen runt Agôgittou är huvudsakligen lite bergig. Agôgittou är den högsta punkten i trakten. Runt Agôgittou är det mycket glesbefolkat, med 7 invånare per kvadratkilometer. Närmaste större samhälle är Tadjourah, 16,7 km söder om Agôgittou. Omgivningarna runt Agôgittou är i huvudsak ett öppet busklandskap.